# Scaptesylodes incerta
Scaptesylodes incerta är en fjärilsart som beskrevs av Semper 1899. Scaptesylodes incerta ingår i släktet Scaptesylodes och familjen Crambidae. Inga underarter finns listade i Catalogue of Life.